# Guinardó-Hospital de Sant Pau (metropolitana di Barcellona)
La stazione di Guinardó-Hospital de Sant Pau (fino al 2009 "Guinardó") è una stazione della Linea 4 della metropolitana di Barcellona, situata sotto la Ronda del Guinardó nel distretto di Horta-Guinardó di Barcellona, in Spagna.
La stazione fu inaugurata nel 1973 come parte dell'antica Linea IV. Con la riorganizzazione delle linee del 1982 divenne una stazione della L4. La stazione presterà servizio anche alle linee 9 e 10 della metropolitana di Barcellona, che al 2023 non erano ancora compeltate.